# カヤホガフォールズ (オハイオ州)
カヤホガフォールズ（Cuyahoga Falls [ˌkaɪəˈhəʊɡə fɔːlz]）は、アメリカ合衆国オハイオ州のサミット郡にある都市。人口は5万1114人（2020年）。アクロンの北に隣接し、同市の郊外都市となっている。市北西部はカヤホガバレー国立公園にかかっている。

## 歴史

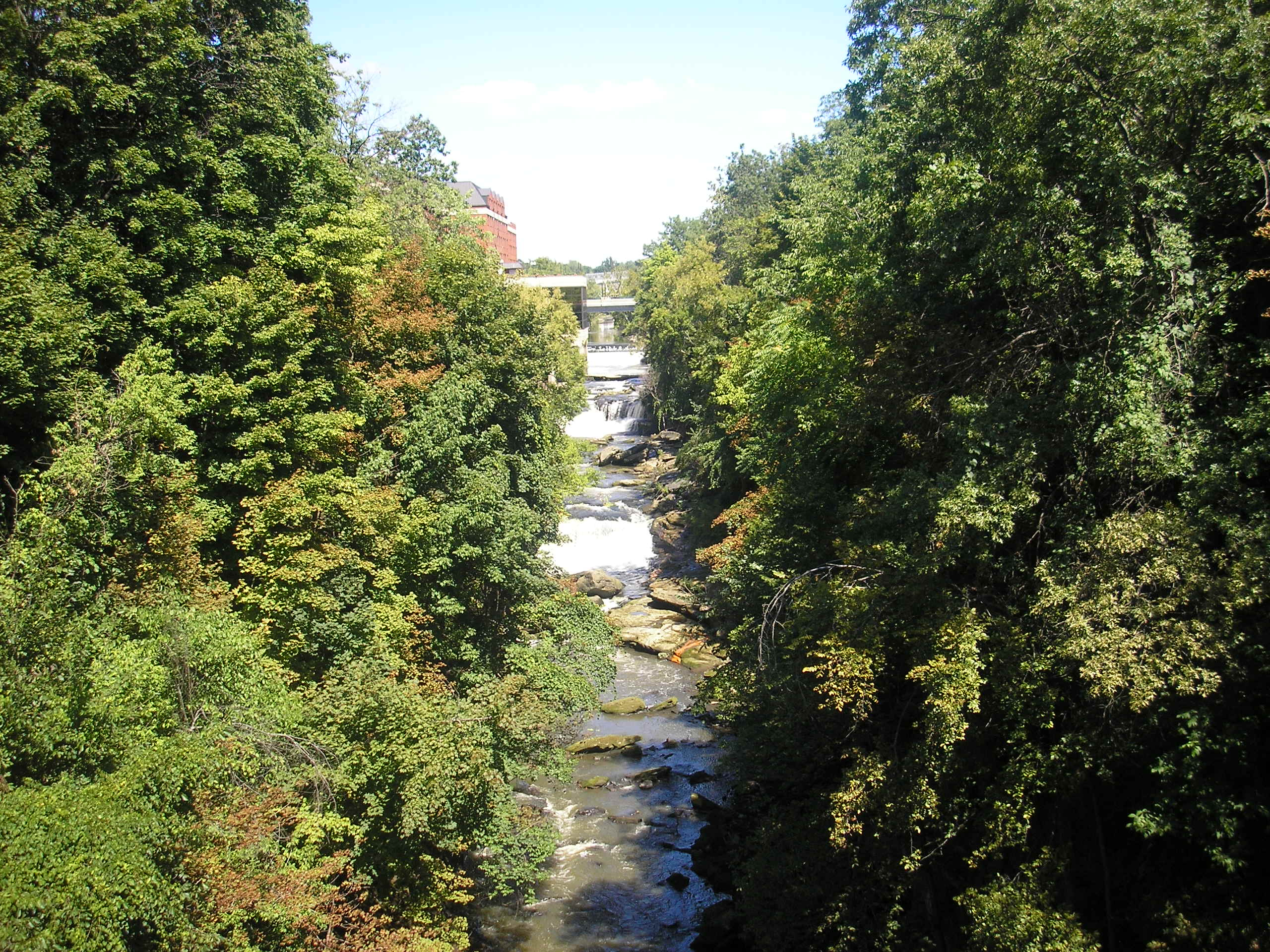
市名の由来となったカヤホガ川の「滝」

カヤホガフォールズは1812年、ウィリアム・ウェットモアによって、コネチカット州ミドルタウンの判事ジョシュア・ストウが所有する土地の上に創設された。初期の入植地の名はマンチェスターといった。しかし、オハイオ州内には既にマンチェスターという地名が複数存在していたため、郵便局の要請でカヤホガフォールズに改められた.。このカヤホガフォールズという名は、カヤホガ川がこの地に形成している「滝」に由来している。この「滝」は長さ2マイル（3.2km）にわたって続く急流の渓谷で、落差はナイアガラの滝を上回るものである。
この滝の水力を利用するため、カヤホガ川にはダムが造られ、その後にこのダムのもたらす水力を利用する製粉所、製油所、および製材所が建てられた。この製材所で製材された木材を用いて、周辺には家屋が建てられた。やがて1826年に、下流にオールド・ビレッジと呼ばれる村が区画された。しかし、同年に洪水により、この村はことごとく破壊されてしまった。
1836年、ストウおよびトールマッジの両郡区（現在は両方とも市）から240区画を取って、カヤホガフォールズの村は正式に法人化された。1841年には、サミット郡議会がカヤホガフォールズに郡庁所在地に指定したが、州議会がこれを覆し、郡庁所在地は住民投票に基づいて決めるようにと差し戻した。住民投票の結果、郡庁はアクロンに置かれることになった。1851年には、カヤホガフォールズ村の外側にカヤホガフォールズ郡区が設置された。しかし1853年、村と郡区が同じ地域を占めていることが判り、カヤホガフォールズは郡区に統一され、村議会は解散された。この形態は1868年まで続いた。
その初期から、カヤホガ川の水力を活かした工業都市として発展してきたカヤホガフォールズであったが、1970年代にさしかかると、ラストベルトの他都市同様に河岸の工業は衰退した。その代わりに、アクロン郊外の住宅都市として、特に一戸建ての住居を中心とした住宅開発へと都市開発の主眼は移っていった。1985年には、旧カヤホガフォールズ市とノーサンプトン郡区が合併して、市域面積が3倍になった、新しいカヤホガフォールズ市となった。

## 地理と都市概観
カヤホガフォールズは北緯41度8分44秒 西経81度29分48秒 / 北緯41.14556度 西経81.49667度に位置している。市はアクロンの北に隣接しており、アクロンのダウンタウンからは北へ約8kmである。州北東部の中心都市であるクリーブランドからは南南東へ約50kmである。
アメリカ合衆国国勢調査局によると、カヤホガフォールズ市は総面積66.69km2（25.75mi2）である。そのうち66.43km2（25.65mi2）が陸地で0.26km2（0.10mi2）が水域である。総面積の0.39%が水域となっている。市の標高は312mである。
カヤホガフォールズを含むアクロン都市圏の気候は四季がはっきりしており、特に冬の厳しい寒さと降雪に特徴付けられる、大陸性の気候である。ケッペンの気候区分では、アクロン都市圏は中西部の大部分に分布する亜寒帯湿潤気候（Dfa）に属する。気候の詳細についてはアクロン (オハイオ州)#気候を参照のこと。
カヤホガフォールズの街路は比較的整然と区画されている。カヤホガ川の西岸においては、南北に通る通りには数字のついたものが多い。最もカヤホガ川に近い南北の通りがフロント・ストリートで、カヤホガ川から離れるたびに2ndストリート、3rdストリート... という具合に数字が大きくなっていき、28thストリートまでが通っている。

## 政治
カヤホガフォールズは市長制を採っている。市の立法機関である市議会は11人の議員から成っており、市を8つに分けた小選挙区から1人ずつ、および全市から3人が選出される。小選挙区から選出された議員の任期は2年で、奇数年に選挙が行われる。全市から選出された議員の任期は4年である。

## 交通
カヤホガフォールズに最も近い商業空港は、アクロンのダウンタウンから南東へ18km、アクロンとカントンの中間に立地するアクロン・カントン空港（IATA: CAK）で、カヤホガフォールズの中心部からは南へ29kmである。この空港にはデルタ航空とユナイテッド航空、アメリカン航空のほか、サウスウエスト航空およびアレジアント航空が就航しており、13都市・14空港への直行便がある。より規模の大きな空港としては、クリーブランドのダウンタウンの南西17kmに立地するクリーブランド・ホプキンス国際空港（IATA: CLE）があり、こちらへはカヤホガフォールズの中心部から北西へ約55kmである。
カヤホガフォールズには州間高速道路は通っていないが、クリーブランド・アクロンの高速道路網をなす州道8号線がカヤホガ川の東岸を通っている。この州道8号線は、南へはアクロンのダウンタウンでI-76およびI-77の2本の州間高速道路に接続し、北へはボストンハイツでI-80に、またマケドニアの南でI-71の支線で、クリーブランドの環状道路であるI-271にそれぞれ接続する。
アクロンの路線バス網はアクロン市内のみならず、サミット郡内を広くカバーしており、カヤホガフォールズにも#10、#33、#53の3系統が通っている。また、カヤホガフォールズの中心部にある、無料の公共駐車場の1つであるブルー・パーキング・デッキからは、クリーブランドのダウンタウンへと向かう#60、およびユニバーシティ・サークルへと向かう#61の2系統の、ノース・コースト・エクスプレスと呼ばれるバスが発着している。

## 教育
カヤホガフォールズにおけるK-12課程はカヤホガフォールズ市学区の管轄下にある公立学校によって主に支えられている。同学区は小学校6校、中学校2校、および高校1校を有している。
カヤホガフォールズ図書館は市の中心部、3rdストリートとブロード・ブールバードの北東角に立地している。同館はアクロン・サミット郡図書館とは別個に運営されている。同館は1911年に設立され、1970年に現在の建物に移された。同館は約200,000冊を蔵書し、年間貸出回数は100万回に達する。

## 文化と名所

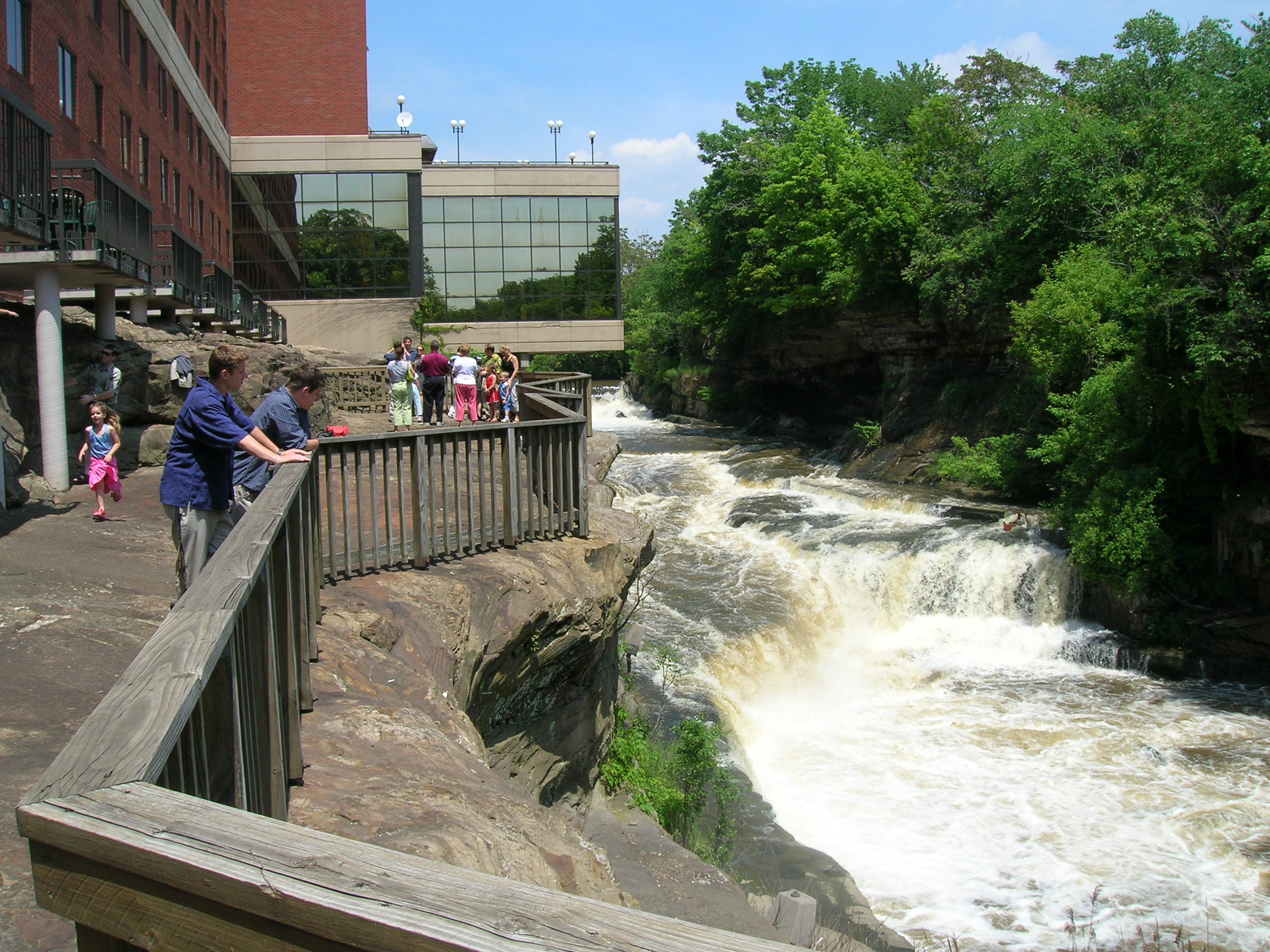
フォールズ・リバー・スクエアの南に隣接するシェラトン・スイーツの観瀑遊歩道とカヤホガ川の渓流瀑の景観

市中心部のカヤホガ川西岸一帯はフォールズ・リバー・スクエア地区に指定されており、レストランや各種店舗が集中している。河岸にはカヤホガ川の渓谷を見下ろすボードウォークが設けられている。地区内に立地するカヤホガバレー・アート・センターは、ギャラリーで作品を展示すると共に、絵画や陶芸、宝飾などの芸術教室を開いている。また、地区内のパビリオンや野外劇場では様々な催し物が行われる。夏季には噴水で水遊びができ、冬季にはスケートリンクが設けられる。

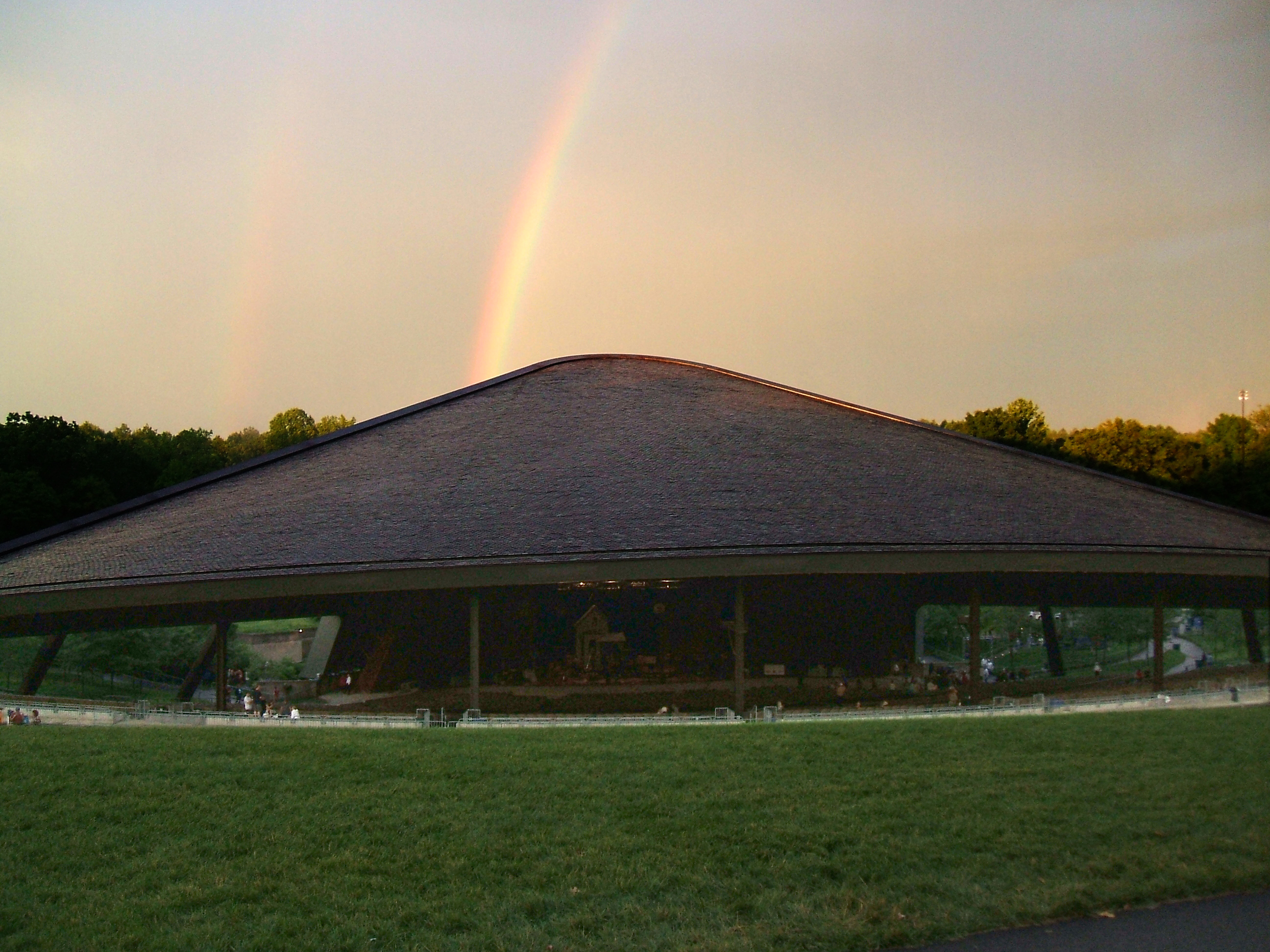
ブロッサム・ミュージック・センター

市の北西部はカヤホガバレー国立公園にかかっている。同園内でカヤホガフォールズの市域に含まれている地域には、メアリー・キャンベル洞窟やブロッサム・ミュージック・センターといった名所がある。メアリー・キャンベル洞窟は、1759年、フレンチ・インディアン戦争の最中にデラウェア族のネイティブ・アメリカンに拉致され、デラウェア族の強制移住に伴ってこの地で暮らすことになった当時12歳の少女、メアリー・キャンベルがデラウェア族の女性たちと共に暮らしていたとされる岩窟である。ブロッサム・ミュージック・センターは、1968年に開場して以来、アメリカ五大オーケストラの1つに数えられるクリーブランド管弦楽団が夏季の本拠地としている野外劇場である。

## 人口推移
以下にカヤホガフォールズ市における1860年から2010年までの人口推移を表およびグラフでそれぞれ示す。アクロン都市圏全体の人口についてはアクロン (オハイオ州)#都市圏人口を、またクリーブランド・アクロン・カントン広域都市圏全体の人口についてはクリーブランド (オハイオ州)#都市圏人口をそれぞれ参照のこと。
| 統計年 | 人口     |
| ------ | -------- |
| 1860年 | 1,516人  |
| 1870年 | 1,861人  |
| 1880年 | 2,294人  |
| 1890年 | 2,614人  |
| 1900年 | 3,186人  |
| 1910年 | 4,020人  |
| 1920年 | 10,200人 |
| 1930年 | 19,797人 |
| 1940年 | 20,546人 |
| 1950年 | 29,195人 |
| 1960年 | 47,922人 |
| 1970年 | 49,678人 |
| 1980年 | 43,708人 |
| 1990年 | 48,950人 |
| 2000年 | 49,374人 |
| 2010年 | 49,652人 |

## 註
1. ↑  “Quickfacts.census.gov”. 2023年11月9日閲覧。
2. 1 2 3  History. City of Cuyahoga Falls. 2010年11月9日. 2015年10月3日閲覧.
3. 1 2 3 4  Akron Map and Atlas Co. Illustrated Summit County, Ohio. Akron: Akron Map and Atlas Co. 1891
4. 1 2  Fairchild, Rev. T.B. A History of the Town of Cuyahoga Falls. Akron: The Old Book Store. 1876年.
5. ↑  Doyle, William B, LL.B. Centennial History of Summit County, Ohio and Representative Citizens. Chicago: Biographical Publishing Company. 1908年.
6. ↑  City Council Contact Info. City of Cuyahoga Falls. 2015年10月3日閲覧.
7. ↑  Akron-Canton Rgn'l. (Form 5010) Airport Master Record. Federal Aviation Administration. 2015年8月20日. 2015年10月3日閲覧.
8. ↑  Airlines, Route Map. Akron-Canton Airport. 2015年10月3日閲覧.
ニューヨークへはラガーディア空港とニューアーク・リバティー国際空港の2空港への便が就航している。
9. ↑  Cleveland Hopkins Int'l. (Form 5010) Airport Master Record. Federal Aviation Administration. 2015年8月20日. 2015年10月3日閲覧.
10. ↑  Metro System Map. Metro Regional Transit Authority. 2015年10月3日閲覧.
なお、#102もカヤホガフォールズ市域を通るものの、州道8号線を通ってさらに北郊へと向かうものであり、カヤホガフォールズには停車しない。
11. ↑  Schools. Cuyahoga Falls City School District. 2015年10月3日閲覧.
12. ↑  About Us, Location, Hours & Holidays, The Organization, History. Cuyahoga Falls Library. 2015年10月4日閲覧.
13. ↑  Home. Cuyahoga Valley Arts Center. 2015年10月4日.
14. ↑  Falls River Square. City of Cuyahoga Falls. 2015年10月4日閲覧.
15. ↑  Home. Falls River Square. 2015年10月4日閲覧.
16. ↑  FREE Interactive Water Fountains at Falls River Square. Northeast Ohio Family Fun. 2013年7月15日. 2015年10月4日閲覧.
17. ↑  The Outdoor Ice Rink at Falls River Square. City of Cuyahoga Falls. 2015年10月4日閲覧.
18. ↑  Blossom Music Center. Cleveland Orchestra. 2015年10月4日閲覧.
19. ↑  Gibson, Campbell. Population of the 100 Largest Cities and Other Urban Places in the United States: 1790 to 1990. US Census Bureau. 2005年.